# Journal du Golf
 (janvier 2023).
Si vous disposez d'ouvrages ou d'articles de référence ou si vous connaissez des sites web de qualité traitant du thème abordé ici, merci de compléter l'article en donnant les références utiles à sa vérifiabilité et en les liant à la section « Notes et références ».

## Historique
Le Journal du Golf est un journal d'information mensuel et gratuit propriété de L'Équipe lancé en 2004 par Frédéric Schmitt, ancien professionnel de golf. Le mensuel gratuit est présent dans l'intégralité des golfs de France.
Avec un tirage de 60 000 exemplaires, le Journal du Golf est considéré comme le mensuel le plus lu en France, distribué notamment dans plus de 567 golfs, 68 établissements de la chaîne Hôtel et Préférence ou encore 40 boutiques spécialisées. Le magazine publie chaque mois des interviews, reportages et analyses de swing avec les meilleurs joueurs du monde, ainsi que l’actualité des tournois européens et américains.

### Lien avecL'Équipe
La rédaction du Journal du Golf produit du contenu dans la section golf du site web de L'Équipe depuis son rachat en 2007 en livrant l'actualité chaude du Golf, des vidéos d'enseignements, des lives des tournois du Grand Chelem, un podcast hebdomadaire Swing et une émission de télévision JDG, le club.

### Présence sur les réseaux
Le Journal du Golf est depuis quelques années présent sur les réseaux sociaux, notamment sur Facebook en étant la première page de golf française avec plus de 110 000 abonnés. Présent aussi sur Twitter depuis 2011, le Journal du Golf se classe parmi les premiers compte Twitter de son milieu avec plus de 12 000 abonnés. Plus récemment, on les retrouve aussi sur Instagram avec un peu moins de 15 000 followers partageant ensemble l'actualité du circuit.

## Site Web
Le premier site web du journal existait les années précédant le rachat par L'Équipe, à la suite de cela il a continué à produire du contenu qui était publié directement sur le site web de L'Équipe. 
C'est le 1er juillet 2020 que le Journal du Golf relance son site web indépendant, un espace destiné aux passionnés de golf, avec plusieurs rubriques telles qu'une rubrique matérielle présentant dans de cours articles les dernières sorties, ou encore une rubrique tourisme où on y retrouve des présentations détaillées des parcours les plus emblématiques mais aussi les dernières actualités des nombreux golfs à travers le monde.
On y retrouve aussi un espace pratiquant permettant notamment de réserver son green fee ou de prendre une leçon avec un pro PGA France.

## Lancement de la chaîne de télévision

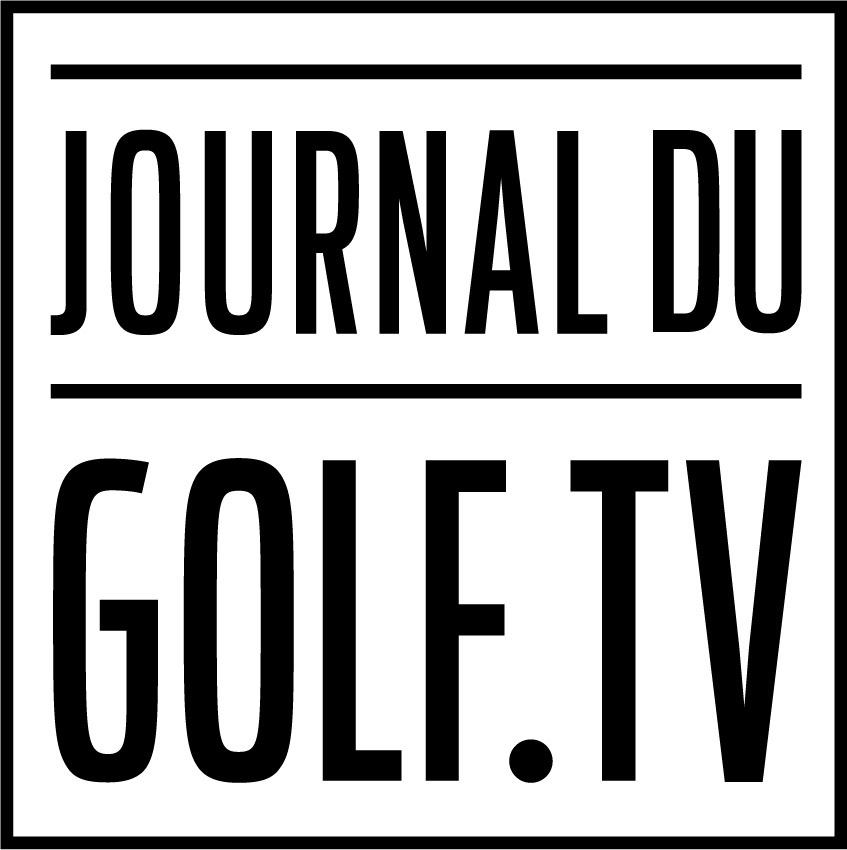
Logo actuel du Journal du Golf TV

C'est le 19 octobre 2022 que le Journal du Golf décide de se lancer dans la création de sa chaîne TV proposant du contenue Golf 24h/24h. Il propose plusieurs types de contenus :  

### J'irai golfer
- Une série ayant comme objectif de présenter de nombreux golfs répartis dans le monde entier. Que ce soit pour leurs histoires mythiques, leur spécificité technique, leurs présences dans les plus grandes compétitions internationales ou encore pour leur ambiance atypique et hors du commun.

### Reportage et documentaires
- Des reportages et documentaires exclusifs sur des joueurs emblématiques, des compétitions ayant marqué l'histoire du golf ou encore des reportages sur des sujets plus spécifiques et plus d'actualité.

### Académie et technicité
- Des sujets techniques avec entre autres une série intitulée Académie qui rentre dans le détail de technique particulière appuyé par des exemples de joueurs professionnels, ou plus simplement des conseils en tout genre pour s'améliorer sur différents aspects et progresser

### Contenu matériel
- De courtes présentations des dernières sorties matérielles des différentes marques avec des tests réalisés par un spécialiste pour donner un avis sur le dernier fer ou putter par exemple.

## Identité visuelle (logo)

Logo de 2004 à décembre 2012
Logo de décembre 2012 à décembre 2017
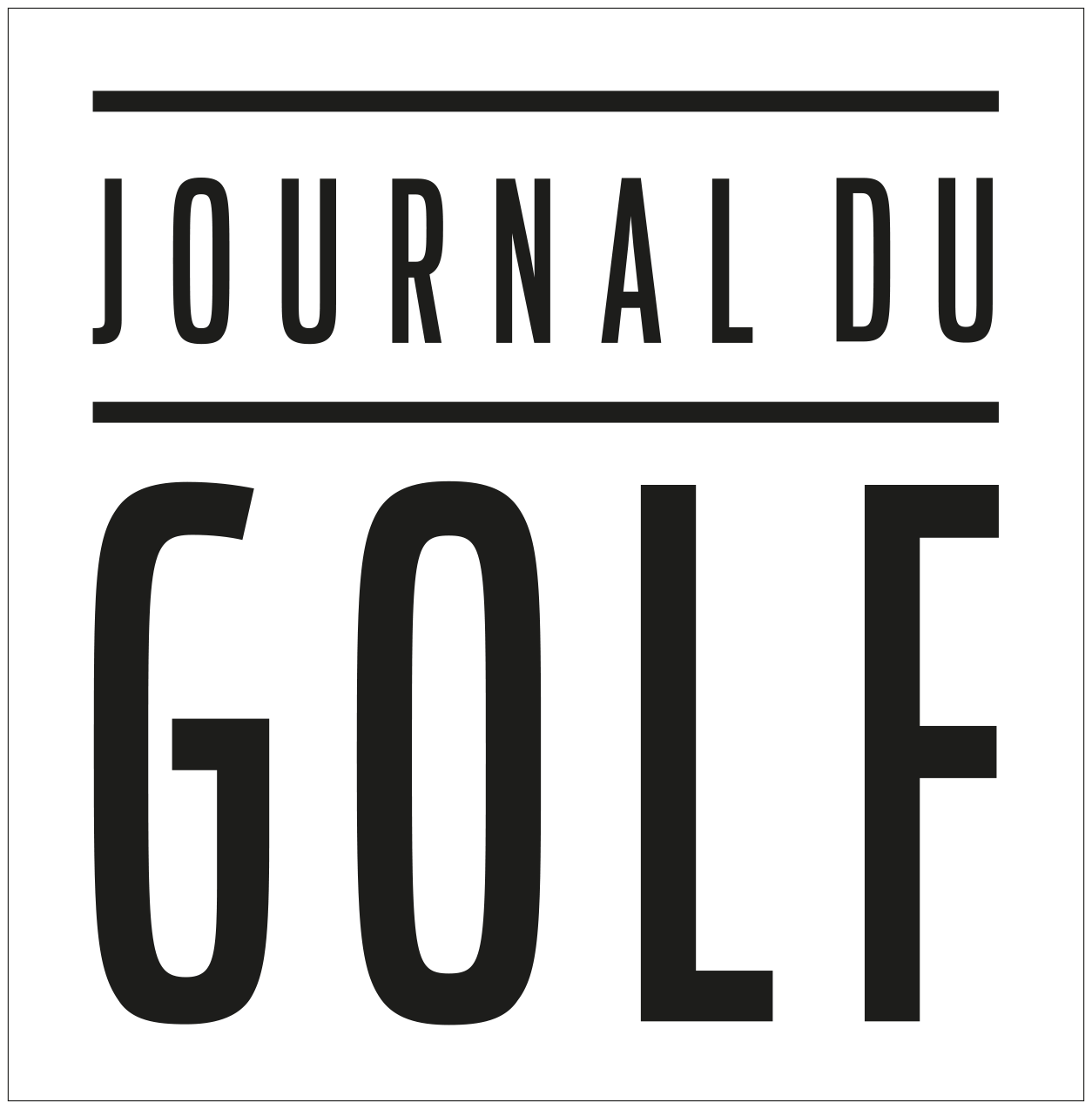
Logo actuel
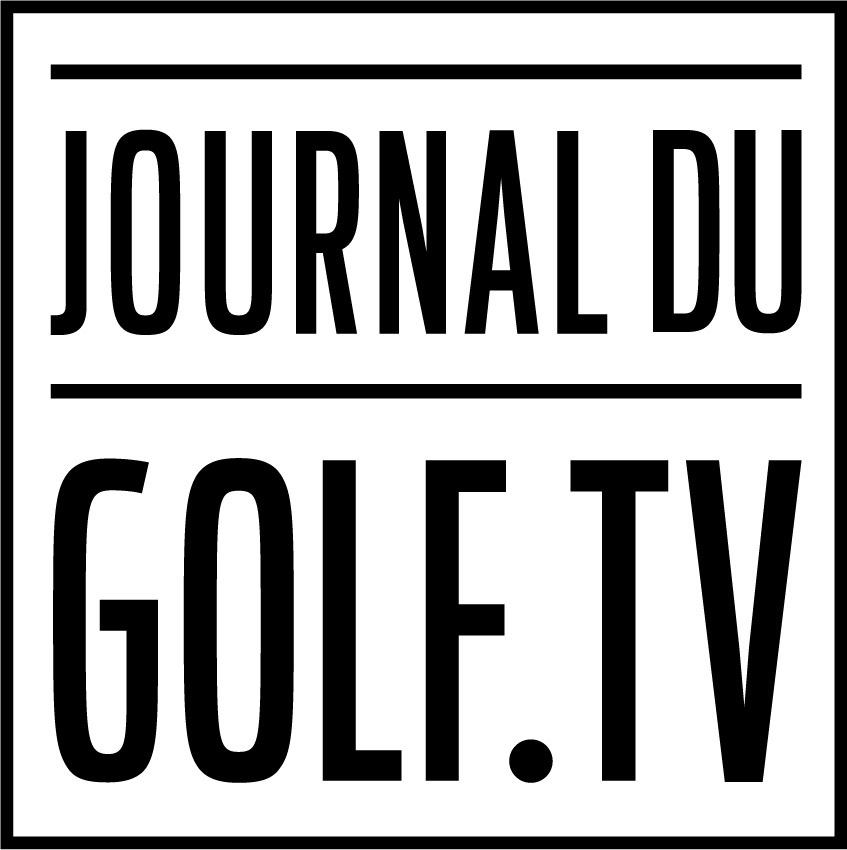
Logo actuel du Journal du Golf TV

## Concurrent
- Golf Magazine
- Fairways, culture golf